# رالی ایپر ۲۰۲۲
رالی ایپرس ۲۰۲۲ (همچنین به عنوان آردکا ایپرس رالی ۲۰۲۲ شناخته می‌شود) یک رویداد اتومبیل رانی برای خودروهای رالی بود که طی چهار روز بین ۱۸ و ۲۱ اوت ۲۰۲۲ در کشور بلژیک برگزار شد. این پنجاه و هشتمین دوره رالی ایپرس را رقم زد. این رویداد نهمین دور از رالی قهرمانی جهان ۲۰۲۲، مسابقات قهرمانی رالی جهان و قهرمانی رالی جهان ۳ بود. رویداد ۲۰۲۲ در ایپر در فلاندر غربی برگزار شد و بیش از ۲۰ مرحله ویژه با مسافت رقابتی ۲۸۱٫۵۸ کیلومتر (۱۷۴٫۹۷ مایل) در مجموع مسابقه داشت.